# Боровков, Александр Сергеевич
Александр Сергеевич Боровков (род. 28 января 1982 или 12 января 1982, Москва) — российский и белорусский хоккеист, нападающий.

## Биография
Воспитанник ЦСКА. Вначале занимался фигурным катанием, в шесть лет родители перевели его в хоккейную группу. Начинал ирать в сезоне 1999/2000 в дубле «тихоновского» ХК ЦСКА, в следующем сезоне дебютировал за команду в высшей лиге. Сезон 2002/03 начал в ХК «Липецк», но вскоре перешёл в белорусский клуб «Химволокно-Могилёв». В 2005 году получил белорусское гражданство, стал играть за сборную. Сезон 2007/08 заканчивал в минской «Юности». Летом 2008 года подписал контракт с новосибирской «Сибирью», провёл в КХЛ 56 матчей. В августе 2009 года расторг контракт и вернулся в «Юность». 22 января 2010 года подписал контракт с клубом КХЛ «Динамо» Минск. Провёл четыре матча и вскоре был отзаявлен. Летом 2010 года выиграл суд у «Сибири» по делу о задолженности по зарплате. Затем выступал за «Юность» (2010/11, 2012/13 — 2013/14) и украинский «Донбасс» (2012/13).
Участник хоккейного турнира зимней Универсиады 2001 года. Участник чемпионата мира 2007 года.